# Afroligusticum aculeolatum
Afroligusticum aculeolatum är en växtart i släktet Afroligusticum och familjen flockblommiga växter. Den beskrevs först av Adolf Engler som Peucedanum aculeolatum, och fick sitt nu gällande namn av Pieter J. D. Winter 2008.
Arten är en perenn ört som växer i bergstrakter i Östafrika.